# (21069) 1991 PY3
A (21069) 1991 PY3 a Naprendszer kisbolygóövében található aszteroida. Eric Walter Elst fedezte fel 1991. augusztus 3-án.